# Circoscrizione Irlanda del Nord
La circoscrizione Irlanda del Nord è stata una circoscrizione elettorale per l'elezione dei membri del Parlamento europeo spettanti al Regno Unito. È stata abolita il 31 gennaio 2020 con l'uscita del Regno Unito dall'Unione europea ed al momento della soppressione eleggeva 3 deputati.

## Confini
I confini della circoscrizione erano i medesimi della Irlanda del Nord, una delle quattro Nazioni del Regno Unito.